# Trinta moedas de prata

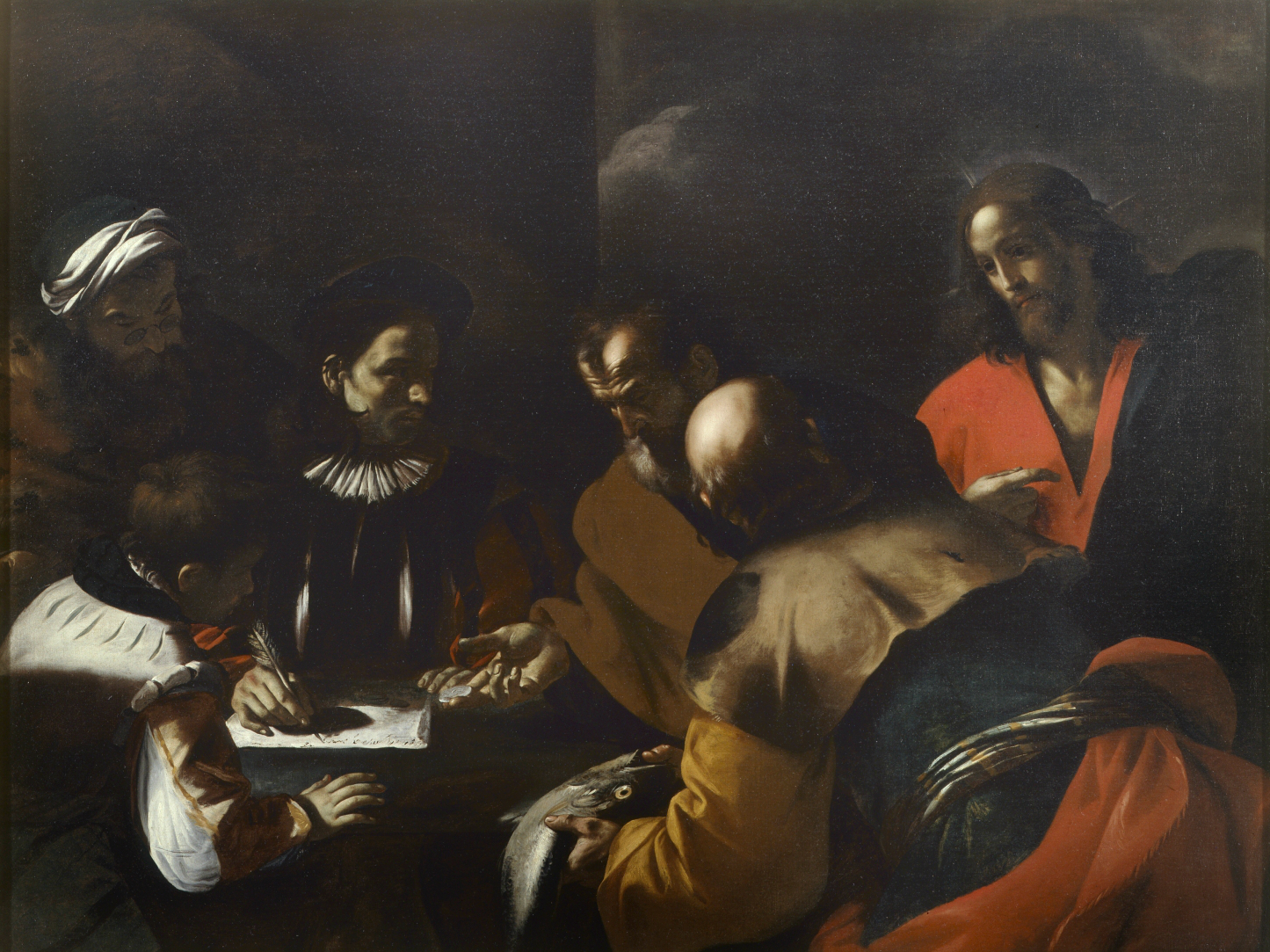
Judas devolvendo as trinta moedas de prata que recebeu pela traição de Jesus, em obra de Mattia Preti, c. 1640.

Trinta moedas de prata foi o preço pelo qual Judas Iscariotes traiu Jesus, de acordo com uma citação do Evangelho de Mateus 26:15 no Novo Testamento. Antes da Última Ceia, Judas disse ter ido aos chefes dos sacerdotes e concordou em entregar Jesus em troca de trinta moedas de prata, tendo depois devolvido o dinheiro arrependido de seu ato.
O Evangelho de Mateus afirma que a subsequente compra do campo de Aceldama foi a realização, por Jesus, de uma profecia de Zacarias. A imagem das trinta moedas de prata tem sido usada frequentemente em obras de arte que descrevem a Paixão de Cristo. A frase é usada na literatura e no senso comum para se referir às pessoas que "se vendem", comprometendo uma confiança, amizade ou lealdade para ganhos pessoais.

## Narrativa bíblica
De acordo com o Evangelho de Mateus, Judas Iscariotes era um discípulo de Jesus. Antes da Última Ceia, Judas se dirigiu aos principais sacerdotes e concordou em entregar Jesus em troca de trinta moedas de prata. De acordo com o Evangelho de João, Judas foi possesso por Satanás após o momento em que comeu o pão, e foi influenciado a realizar o ato com rapidez. Jesus, então, foi preso no Getsêmani, onde Judas revelou a identidade de Jesus aos soldados, dando-lhe um beijo.
De acordo com o capítulo 27 do Evangelho de Mateus, Judas ficou cheio de remorso e devolveu o dinheiro aos principais sacerdotes antes de se enforcar. Os principais sacerdotes decidiram que não poderiam colocá-lo no cofre das ofertas do templo, pois era considerado dinheiro a preço de sangue e, assim, eles compraram o Aceldama (Campo de Sangue). Um relato diferente da morte de Judas é encontrado em Atos dos Apóstolos, que descreve Judas como utilizando o dinheiro com o qual ele havia sido recompensado - sem especificar o valor - para comprar o campo em Aceldama, e depois suicidando-se, morrendo das lesões intestinais resultantes.

## Tipos de moedas

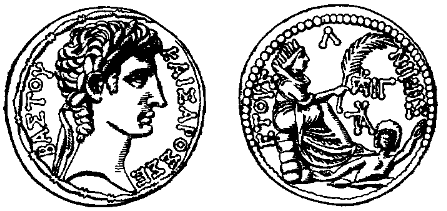
O tetradracma de Antioquia é uma das possibilidades sugeridas para identificar as trinta moedas de prata.

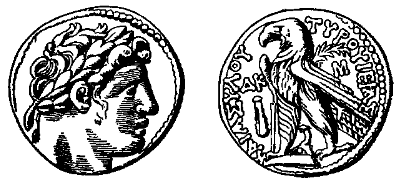
O siclo de Tiro, outra suposição a respeito das moedas.

A palavra utilizada em Mateus 26:15 (ἀργύρια, argyria) simplesmente significa "moedas de prata", e os estudiosos discordam sobre o tipo de moeda que teria sido usada. O professor britânico Donald Wiseman sugeriu duas possibilidades; poderiam ter sido utilizadas os tetradracmas de Tiro, geralmente referidos como siclos de Tiro (14 gramas de 94% de prata), ou estáteres de Antioquia (15 gramas de 75% de prata), as quais levavam a cabeça de Augusto. Alternativamente, surge a possibilidade de terem sido tetradracmas ptolemaicos (13,5 ± 1 g de 25% de prata). Na avaliação pontual de US$ 17,06/oz (com preço verificado em 2017), trinta "moedas de prata" valeriam entre US$ 185 e US$ 216 no valor atual americano (USD).
O siclo de Tiro pesava quatro dracmas atenienses, cerca de 14 gramas, mais do que os siclos israelenses anteriores, de 11 gramas, mas eram considerados os equivalentes a deveres religiosos na época. Como a cunhagem romana era de apenas 80% de prata, os siclos tírios mais puros (94% ou mais) eram obrigados a pagar o imposto do templo em Jerusalém. Os cobradores de impostos citados nos Evangelhos do Novo Testamento (Mateus 21:12 e similares) trocavam siclos de Tiro pela moeda romana comum.
A moeda do tetradracma ateniense do século V a.C. ("quatro dracmas") foi, provavelmente, a moeda mais utilizada no mundo grego antes do tempo de Alexandre, o Grande (junto com o estáter de Corinto). Apresentava o busto de capacete de Atena no avesso (cara) e uma coruja no reverso (coroa). No uso diário, eles foram chamados γλαῦκες glaukes (corujas), justificando o provérbio Γλαῦκ 'Ἀθήναζε, "uma coruja para Atena", referindo-se a algo que estava em abundância. O reverso é o mesmo do atual apresentado no lado nacional da moeda moderna de 1 euro grego. As moedas de dracma foram cunhadas em diferentes padrões de peso em diferentes casas da moeda gregas, sendo que o padrão que mais se usava era o ateniense ou o ático, que pesava um pouco mais de 4,3 gramas. Um dracma era aproximadamente um dia de pagamento para um trabalhador normal. Então, trinta moedas de prata (trinta tetradracmas), em quatro dracmas cada, seriam aproximadamente comparáveis ao salário de quatro meses (120 dias).
No período medieval, algumas instituições religiosas exibiram moedas antigas da Grécia da ilha de Rodes como réplicas das trinta moedas de prata. As representações dessas moedas mostravam o deus do sol, Hélio, na parte da frente, com raios que se espalhavam pela parte superior. Esses raios foram interpretados como uma referência à coroa de espinhos utilizada por Jesus.

## Interpretação teológica
Em Zacarias 11:12-13, trinta moedas de prata é o preço que Zacarias recebe por seu trabalho, e então as arroja "para o oleiro". O estudioso alemão Klaas Schilder observa que o pagamento de Zacarias indica uma avaliação da qualidade de seu trabalho, bem como a sua despedida. Em Êxodo 21:32, trinta moedas de prata eram o preço de um escravo, então, enquanto Zacarias chama a quantidade de "belo preço" (Zacarias 11:13), isso poderia soar como sarcasmo. O estudioso norte-americano Barry Webb, no entanto, considera isso como uma "soma considerável de dinheiro".
Schilder sugere que estas trinta moedas de prata estejam presentes em diversos trechos por se tratar de uma profecia. Quando os principais sacerdotes decidem comprar um campo com o dinheiro devolvido, Mateus diz que isso cumpriu "o que foi dito por Jeremias, o profeta." Ou seja, "Tomaram as trinta moedas de prata, preço do que foi avaliado, que certos filhos de Israel avaliaram, e deram-nas pelo campo do oleiro, segundo o que o Senhor me determinou." (Mateus 27:9-10). Embora muitos estudiosos vejam a referência do nome de Jeremias como um equívoco, a compra de Jeremias citada em Jeremias 32 pode indicar que ambos os profetas estão relacionados.
O historiador Craig Blomberg argumenta que Mateus está usando a tipologia em sua citação, considerando isto como "qualquer tipo de realização única ou dupla da profecia preditiva". De acordo com Blomberg, Mateus está dizendo a seus leitores que "como Jeremias e Zacarias, Jesus tenta liderar seu povo com um ministério profético e pastoral, mas, em vez disso, ele acaba sofrendo inocentemente em suas mãos". Blomberg sugere que Mateus também pode querer dizer que "a morte de Jesus é um resgate, o preço pago para garantir a liberdade do escravo", e que o uso do dinheiro do sangue para comprar um funeral para estrangeiros (Mateus 27:7) pode sugerir a ideia de que "a morte de Jesus torna possível a salvação para todos os povos do mundo, incluindo os gentios".

## Relíquias e representações na arte

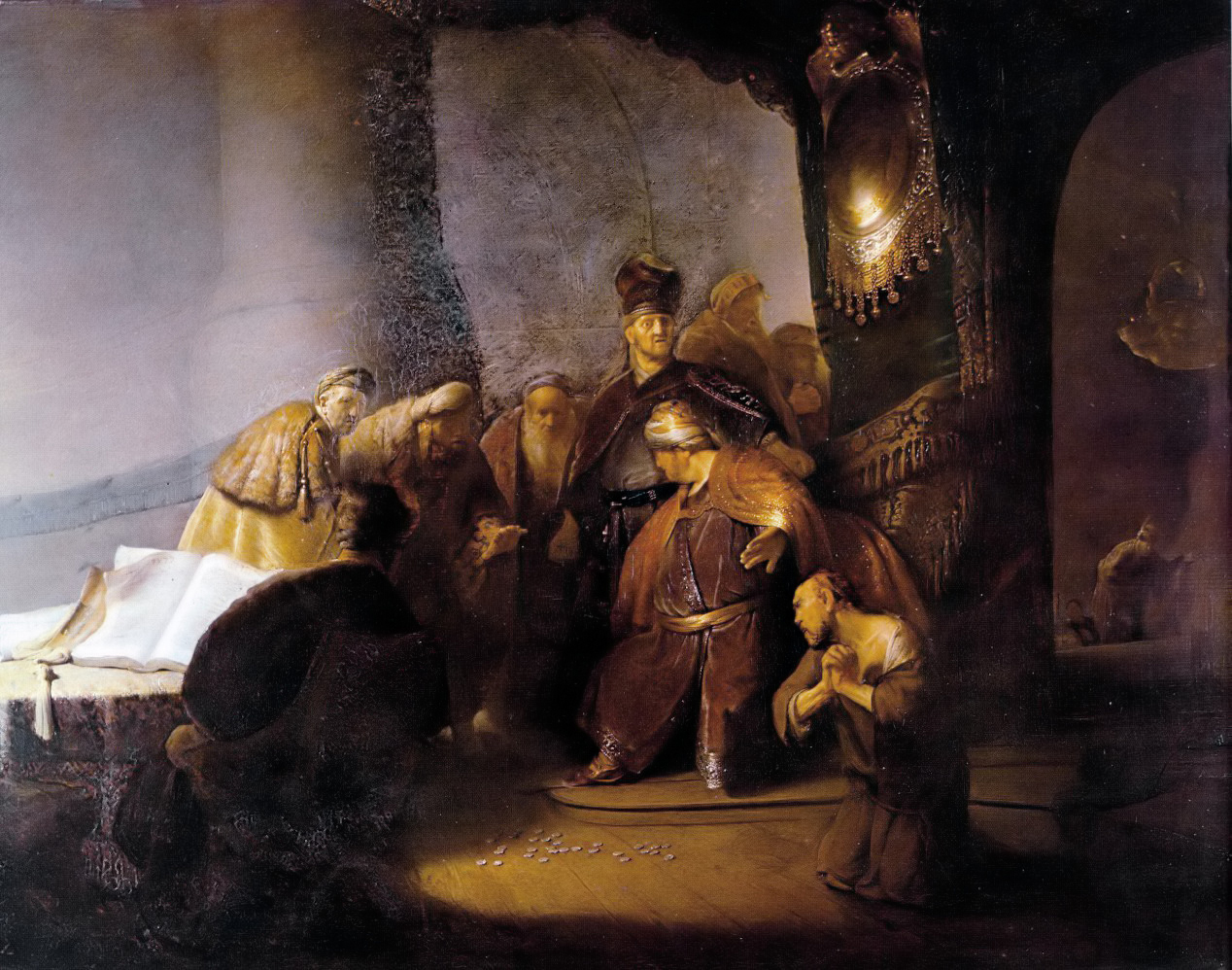
Judas Returning the Thirty Silver Pieces, de Rembrandt, 1629.

Judas é muitas vezes exibido em cenas narrativas da Paixão segurando a prata em uma bolsa ou em uma carteira, onde elas são utilizadas como um atributo para identificá-lo. Como um dos "Instrumentos da Paixão", as trinta moedas, por si só, são apresentadas frequentemente em grupos dos Instrumentos, especialmente no final da Idade Média, embora sejam um dos elementos menos comuns escolhidos do grupo. Às vezes, um saco de dinheiro é usado em representações; caso contrário, uma mão segurando as moedas, ou duas mãos, mostrando a contagem.
Uma série de "centavos de Judas", moedas antigas que se acreditavam serem das trinta originais, eram tratadas como relíquias na Idade Média e confiavam-se que ajudassem em casos difíceis de parto. Como um componente menor dos Instrumentos, e aquele cuja sobrevivência era difícil de explicar, dado o relato bíblico do uso do dinheiro, tantos as relíquias como a sua representação na arte começam a aparecer a partir do século XIV, depois de elementos mais importantes como a coroa de espinhos ou a lança do destino. Isto foi como resultado de novos estilos de devoções, liderados pelos franciscanos em particular, o que promoveu a contemplação da Paixão em episódio por episódio, como na Via Crúcis. A pedra em que a tradição afirma que as moedas foram contadas está localizada no Palácio de Latrão, em Roma.
Um decadracma de Siracusa localizado no Museu Hunt, em Limerick, é uma das moedas em que se afirma serem uma das trinta utilizadas. A inscrição por cima da mesma contém as palavras em latim Quia precium sanguinis est, que significam "Este é o preço do sangue".